# Bralin, Tỉnh West Pomeranian
Bralin [ˈbralin] (tiếng Đức: Adolfsruh) là một ngôi làng thuộc khu hành chính của Gmina Kalisz Pomorski, thuộc quận Drawsko, West Pomeranian Voivodeship, ở phía tây bắc Ba Lan. Nó nằm khoảng 7 kilômét (4 mi) phía đông Kalisz Pomorski, 33 km (21 mi) về phía đông nam của Drawsko Pomorskie và 96 km (60 mi) về phía đông của thủ đô khu vực Szczecin.
Trước năm 1945, khu vực này là một phần của Đức. Đối với lịch sử của khu vực, xem Lịch sử của Pomerania.
Ngôi làng có dân số 180 người.